# Mnich (Silésie)
Pour les articles homonymes, voir Mnich.
Mnich est une localité polonaise de la gmina de Chybie, située dans le powiat de Cieszyn en voïvodie de Silésie.